# NGC 3088B
NGC 3088B is een spiraalvormig sterrenstelsel in het sterrenbeeld Leeuw. Het hemelobject werd op 12 maart 1784 ontdekt door de Duits-Britse astronoom William Herschel.

## Synoniemen
- UGC 5384
- MCG 4-24-11
- ZWG 123.13
- PGC 28998